# Karl von Roehl (General, 1819)
Karl Ernst Gustav Heinrich von Roehl (* 13. April 1819 in Berlin; † 30. November 1891 in Hannover) war ein preußischer Generalleutnant.

## Leben

### Herkunft
Karl war ein Sohn des gleichnamigen späteren preußischen Generalleutnants Karl von Roehl und dessen Ehefrau Elisabeth Friederike, geborene von Malschitzky (1795–1831).

### Militärkarriere
Roehl besuchte ab August 1832 das Kadettenhaus Berlin und wurde am 18. April 1836 als Sekondeleutnant dem Kaiser Franz Grenadier-Regiment der Preußischen Armee überwiesen. Vom 1. Oktober 1840 bis zum 1. April 1841 war er zur Gewehrfabrik Potsdam kommandiert. Daran schloss sich vom 1. Oktober 1841 bis 30. Juni 1844 seine weitere Ausbildung an der Allgemeinen Kriegsschule an.
Während der Revolution von 1848 nahm er an den Straßenkämpfen in Berlin teil und kämpfte danach im Krieg gegen Dänemark im Gefecht bei Schleswig. Seine Beförderung zum Premierleutnant erfolgte am 17. Juni 1848. Am 1. Mai 1849 wurde er in das Topographische Büro kommandiert. Aber vom 1. Juni 1849 bis zum 1. Februar 1851 war er Kompanieführer beim mobilen II. Bataillon des 4. Garde-Landwehr-Regiments. 1849 kämpfte er in der Badischen Revolution und nahm an den Gefechten bei Kirchheimbolanden, Neudorf, Wiesenthal und Kuppenheim teil. Am 22. Juni 1852 wurde er zum Hauptmann befördert und am 11. November 1854 als Kompaniechef im Kaiser Franz Grenadier-Regiment ernannt. Am 31. Mai 1859 wurde er Major und 2. Kommandeur des II. Bataillons des 1. Garde-Landwehr-Regiments in Stettin. Schon am 1. Juli 1860 wurde er als Bataillonsführer des 1. kombinierten Garde-Infanterie-Regiments kommandiert, kurz darauf am 1. Juli 1860 wurde er zum Kommandeur des II. Bataillons des 3. Garde-Regiments zu Fuß bestellt. Am 11. März 1863 wurde er als Kommandeur in das I. Bataillons des Königin Elisabeth Garde-Grenadier-Regiments Nr. 3 versetzt.
Im Krieg mit Dänemark 1864 nahm Roehl am Gefecht von Fredericia sowie dem Sturm auf die Düppeler Schanzen teil. Am 25. Juni 1864 wurde er Oberstleutnant. Am 20. Mai 1866 wurde er für die Dauer des mobilen Verhältnissen Kommandeur des 1. Garde-Grenadier-Landwehr-Regiments. Nach dem Krieg wurde er Mitte September 1866 dem Garde-Grenadier-Regiment Nr. 3 aggregiert, kurz darauf zum Oberst befördert und als solcher am 30. Oktober zum Kommandeur des Infanterie-Regiments Nr. 71 ernannt. Am 18. Juli 1870 erhielt er für die Dauer der Mobilmachung anlässlich des Krieges gegen Frankreich das Kommando über die 2. Garde-Landwehr-Brigade, mit der Roehl an der Verfolgung der Franzosen von Straßburg bis nach Paris, sowie am Gefecht bei Blaru teilnahm. Für sein Verhalten im Gefecht von Alençon erhielt er das Eiserne Kreuz II. Klasse. Am 10. Dezember 1870 wurde er zum Kommandeur der 43. Infanterie-Brigade ernannt sowie am 18. Januar 1871 zum Generalmajor befördert. Das Komturkreuz I. Klasse des Herzoglich Sachsen-Ernestinischen Hausordens erhielt er am 26. August 1871 und am 13. Oktober 1871 das Eiserne Kreuz I. Klasse.
Anlässlich des Ordensfestes wurde Roehl im Januar 1875 mit dem Roten Adlerorden II. Klasse mit Eichenlaub ausgezeichnet. Am 2. Januar 1876 wurde er dann unter Verleihung des Charakters als Generalleutnant mit Pension zur Disposition gestellt.

### Familie
Roehl hatte sich am 5. Januar 1853 in Berlin mit Marie von Borcke (1826–1903) verheiratet. Sie hatte sich 1848 von ihrem ersten Ehemann Friedrich Wilhelm Georg Bernhard von Prittwitz und Gaffron (1816–1863) geschieden. Ihre Eltern waren Heinrich Friedrich Karl von Borcke (1790–1875) und dessen Ehefrau Ida Friederike Auguste Eleonore von Prittwitz und Gaffron (1806–1845).